# Myzus siegesbeckicola
Myzus siegesbeckicola är en insektsart. Myzus siegesbeckicola ingår i släktet Myzus och familjen långrörsbladlöss. Inga underarter finns listade i Catalogue of Life.